# Jocutla, Quechultenango
Jocutla är en ort i Mexiko.   Den ligger i kommunen Quechultenango och delstaten Guerrero, i den södra delen av landet, 230 km söder om huvudstaden Mexico City. Jocutla ligger 563 meter över havet och antalet invånare är 809.
Terrängen runt Jocutla är huvudsakligen kuperad, men åt sydost är den bergig. Jocutla ligger nere i en dal. Runt Jocutla är det ganska glesbefolkat, med 40 invånare per kvadratkilometer. Närmaste större samhälle är Quechultenango, 13,6 km nordväst om Jocutla. I omgivningarna runt Jocutla växer huvudsakligen savannskog.